# Bouli (agriculture)
Pour les articles homonymes, voir Bouli.

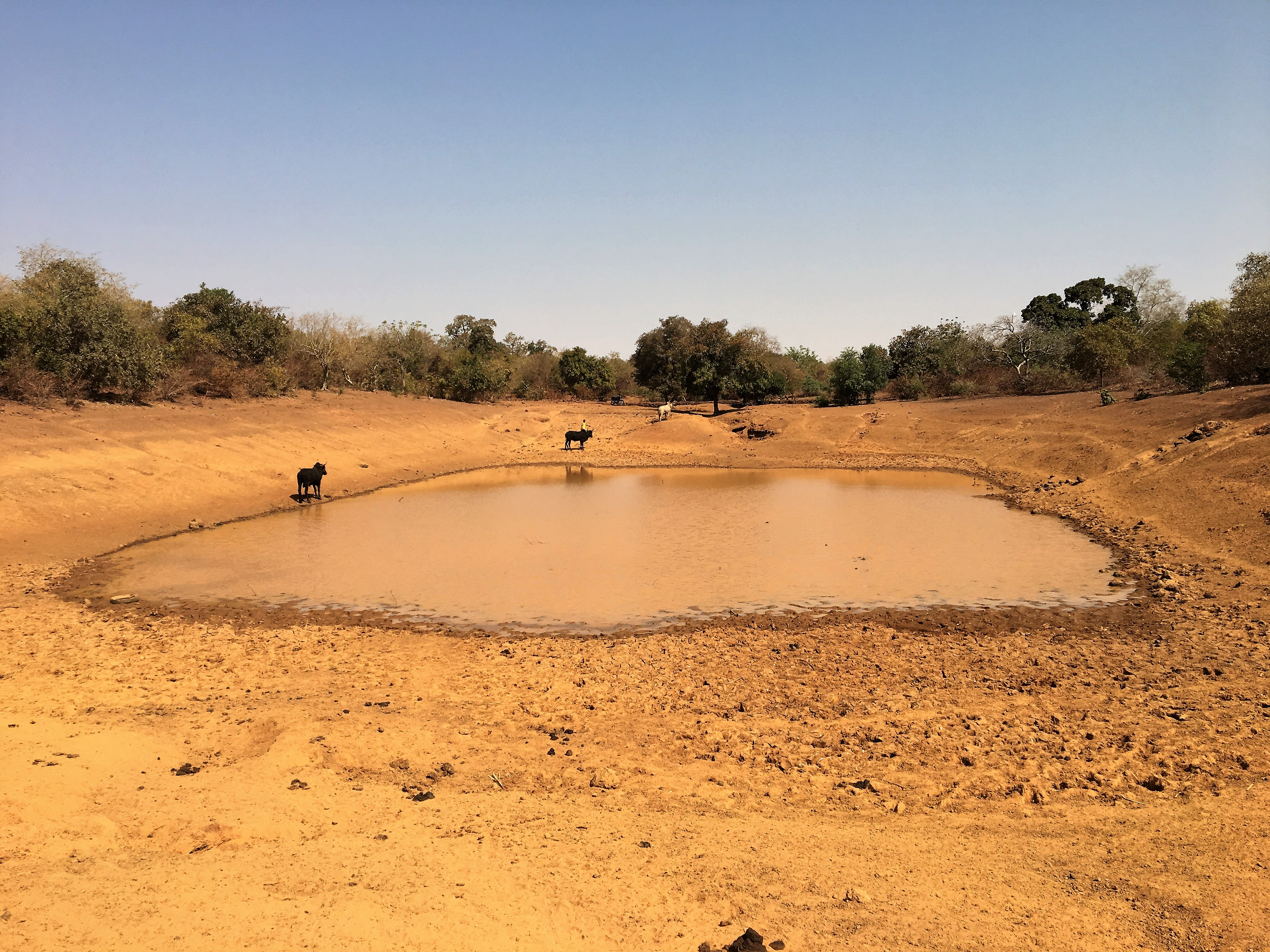
Bouli de Bogonam Mossi, Burkina Faso.

Un bouli (retenue d’eau en langue moré) est un mode d’irrigation utilisé en maraîchage intensif, originaire du Burkina Faso mais aussi utilisé au Niger, en Mauritanie et dans d'autres pays du Sahel.
Un bouli est centré sur un lac artificiel creusé dans un sol imperméable autour duquel sont disposées des zones concentriques:
- digue de retenue du lac
- cultures maraichères, autour du lac
- merlon arboré, créant un micro-climat favorable en protégeant du vent
- cultures céréalière et fourragères
- clôture grillagée, tenant les végétaux du bouli hors de portée des animaux

Le bouli retient dans son fond les rares précipitations collectées pendant la période des pluies, permettant l'arrosage des cultures maraichères créées en périphérie pendant la saison sèche qui dure près de 9 mois. Son alimentation en eau a lieu par des canaux depuis un barrage sur un cours d'eau saisonnier avoisinant.
Un bouli pouvant stocker jusqu’à 30 000 m3 d’eau permet à 50 à 60 familles de cultiver chacune une parcelle d’environ 400 m2 affectés à la production de légumes et de 500 m2 pour le fourrage et les céréales — environ 1,5 m3 d'eau par année sont donc affectés à chaque mètre carré de surface maraichère.
En créant une surface aquatique permanente, le bouli a pour effet secondaire de contribuer au rechargement de la nappe phréatique.